# HD 12661

Orbity planet układu pozasłonecznego HD 12661

Porównanie wielkości planet i gwiazdy

HD 12661 – żółta gwiazda typu widmowego G6, znajdująca się w gwiazdozbiorze Barana w odległości ok. 120 lat świetlnych od Ziemi. Gwiazda ta jest 1,1 raza masywniejsza od Słońca. Obiegają ją dwie planety – gazowe olbrzymy: